# Pliophoca
Pliophoca — вимерлий рід тюленів родини Phocidae.
Цей рід відомий з морських відкладень пізнього пліоцену на півночі Італії. Цей викопний вид предок середземноморського тюленя-монаха (Monachus monachus).